# Doorschijnend spiraalhorentje
Het doorschijnend spiraalhorentje (Hyala vitrea) is een slakkensoort uit de familie van de spiraalhorens (Iravadiidae). De wetenschappelijke naam van de soort werd in 1803 voor het eerst geldig gepubliceerd door George Montagu als Turbo vitreus. Hyala vitrea werd vroeger beschouwd als een soort uit het geslacht Onoba (Rissoidae). Het is nu echter duidelijk geworden dat deze soort niet tot de drijfhorens behoort maar tot de Hyala's in de familie van de spiraalhorens.

## Beschrijving
De schaalgrootte varieert van het doorschijnend spiraalhorentje tussen 1 en 4 mm. De kleur van de schelp is hoornkleurig tot bleekwit, soms doorschijnend.

## Verspreiding
Het doorschijnend spiraalhorentje is inheems in Europese wateren (van Noorwegen en het Kattegat tot en met de Middellandse Zee) en in de Zwarte Zee. Slakkensoort met een voorkeur voor fijnzandige en slibrijke sedimenten. Wordt in de Noordzee waargenomen op diepten tussen 10 en 50 meter. In zuidelijke streken dieper, tot 120 meter.